# Solfuro rameico
Il solfuro rameico, o solfuro di rame(II), è un composto chimico inorganico di rame e zolfo con formula CuS. Nonostante questa formula di rapporto, il composto non contiene solo ioni Cu2+, ma è costituito da una miscela di ioni Cu+ e Cu2+, nonché ioni solfuro e ioni disolfuro.
Inizialmente si pensava che si trovasse in natura sotto forma di covellite un minerale blu indaco scuro. Tuttavia, in seguito è stato dimostrato che si tratta piuttosto di un composto rameoso, con formula Cu+3S(S2). Il solfuro rameico è un moderato conduttore di elettricità.
Un precipitato colloidale nero di solfuro rameico si forma quando l'acido solfidrico (H2S), viene fatto gorgogliare attraverso soluzioni di sali di Cu(II). È uno dei numerosi composti binari di rame e zolfo e ha suscitato interesse a causa dei suoi potenziali usi nella catalisi e nel fotovoltaico.

## Preparazione
Il solfuro rameico viene prodotto (in laboratorio) per precipitazione da soluzione acquosa, ad esempio introducendo idrogeno solforato:
{\displaystyle \mathrm {Cu_{(aq)}^{2+}+S^{2-}\longrightarrow CuS_{(s)}\downarrow } }
Il solfuro di rame prodotto in questo modo è covellite.
Il solfuro rameico ad alta purezza si ottiene facendo reagire una miscela di solfuro di rame/zolfo a temperatura ambiente:
{\displaystyle \mathrm {2\ Cu_{2}S+2\ S\longrightarrow 4\ CuS} }

## Proprietà
Il solfuro rameico è un solido nero insolubile in acqua che si trova in natura come minerale di rame solfuro. È elettricamente conduttivo.
In aria umida, il solfuro rameico del minerale viene ossidato a solfato di rame; in aria secca a temperatura ambiente, il composto è stabile. Se il solfuro rameico viene riscaldato in assenza di aria, si decompone a 507 °C in solfuro di rame (I) e zolfo. Tuttavia, il solfuro di rame risultante non è strutturato stechiometricamente e può essere meglio descritto dalla forma Cu2-xS.
{\displaystyle \mathrm {2\ CuS\longrightarrow Cu_{2}S+S} }
La tostatura del minerale all'aria, d'altra parte, porta all'ossido di rame (II) e all'anidride solforosa.

### Proprietà fisiche
Il solfuro rameico ha una struttura cristallina esagonale con il gruppo spaziale P63/mmc (gruppo spaziale n. 194) (a = 3.794 Å, c = 16.33 Å) e un'entalpia di formazione di −48.5 kJ/mol.
Il solfuro di rame cristallizza nel sistema cristallino esagonale e questa è la forma del minerale covellite.
Esiste anche una forma amorfa ad alta pressione che, sulla base dello spettro Raman, è stata descritta come avente una struttura covellite distorta. È stata riportata una forma semiconduttrice amorfa a temperatura ambiente prodotta dalla reazione di un complesso etilendiammina Cu(II) con tiourea, che si trasforma nella forma cristallina di covellite a 30 °C.
La struttura cristallina della covellite è stata confermata più volte, e mentre questi studi sono in generale accordo sull'assegnazione del gruppo spaziale P63/mmc (gruppo nº 194) ci sono piccole discrepanze nelle lunghezze di legame e negli angoli tra di loro. La struttura è stata descritta come "straordinaria" da Wells ed è molto diversa dall'ossido rameico (CuO), ma simile a klockmannite (CuSe). La cella unitaria di covellite contiene 6 unità di formula (12 atomi) in cui:
- 4 atomi di rame hanno coordinazione tetraedrica
- due atomi di rame hanno coordinazione planare trigonale
- due coppie di atomi di zolfo sono distanti solo 207,1 pm l'uno dall'altro,[13] indicando l'esistenza di un legame S-S (un'unità disolfuro).
- i due atomi di zolfo rimanenti formano triangoli planari trigonali attorno agli atomi di rame e sono circondati da cinque atomi di rame in una bipiramide pentagonale
- gli atomi di zolfo a ciascuna estremità di un'unità disolfuro sono coordinati tetraedricamente con 3 atomi di rame coordinati tetraedricamente e l'altro atomo di zolfo nell'unità disolfuro.

La formulazione del solfuro di rame come CuIIS (cioè non contenente alcun legame zolfo-zolfo) è chiaramente incompatibile con la struttura cristallina, e anche in contrasto con il diamagnetismo osservato in quanto un composto Cu(II) avrebbe una configurazione d9 e ci si aspetterebbe che sia paramagnetico.
Gli studi che utilizzano la spettroscopia fotoelettronica a raggi X indicano che tutti gli atomi di rame hanno uno stato di ossidazione di +1. Ciò contraddice una formulazione basata sulla struttura cristallina e sull'obbedienza alla regola dell'ottetto che si trova in molti libri di testo che descrive il solfuro rameico come contenente sia CuI che CuII, cioè (Cu+)2, Cu2+(S2)2−S2−. Una formulazione alternativa, (Cu+)3(S2−)(S2)−, è stata proposta e supportata da calcoli. La formulazione non deve essere interpretata come contenente anione radicale, ma piuttosto che esiste un "buco" di valenza delocalizzato. Studi di risonanza paramagnetica elettronica sulla precipitazione dei sali di Cu(II) indicano che la riduzione di Cu(II) a Cu(I) avviene in soluzione.

### Proprietà chimiche
Il solfuro rameico è solubile solo in acidi concentrati e ossidanti ed è insolubile in acidi diluiti. Nel processo di separazione cationica, viene quindi precipitato a pH 4-5 nel gruppo dell'idrogeno solforato, disciolto in acido nitrico e rilevato con acqua ammoniacale come complesso di tetrammina di rame.

## Utilizzi
Il solfuro rameico viene utilizzato per rivestimenti che inibiscono la putrefazione.
Negli anni '70 e '80, il solfuro rameico è stato utilizzato come materiale catodico piuttosto raro nelle batterie al litio. L'azienda Duracell produceva batterie piatte per pacemaker con solfuro rameico.